# NGC 3323
NGC 3323 (również PGC 31712 lub UGC 5800) – galaktyka spiralna z poprzeczką (SB/P), znajdująca się w gwiazdozbiorze Małego Lwa. Odkrył ją Édouard Jean-Marie Stephan 15 marca 1877 roku.
W galaktyce tej zaobserwowano supernowe SN 2004bs i SN 2005kk.